# 水雲目
水云目，舊作外子藻目或索藻目，為褐藻门褐藻纲的一個物種數量龐大的目。這個目包括長有假薄壁组织（pseudoparenchymatous）的Splachnidiaceae科，又或長有真薄壁组织的萱藻科。所謂「薄壁组织」是植物中的活营养组织，由薄壁細胞組成。假薄壁組織是指一種絲狀藻類，其細胞非常緊密地排列在一起，呈現出薄壁組織的外觀；而真薄壁組織由能夠真正在三維層面分裂的細胞組成，這在藻類中是罕見的。絲狀藻類由沿單個平面分裂的細胞組成，僅允許伸長以形成一排或多排細胞的細絲。只可在平面分裂的藻類會形成片狀葉狀體。可在第三平面分裂的細胞潛在地允許對生物體開發一種更複雜的本體計劃，以及身體計劃多樣化送入某種直立菌體和固著器的直立部附接至所述基底。
水雲目物種主要附生在中潮带和低潮带马尾藻等大型海藻上，少数种类如短节水云和褐壳藻等主要生长在潮间带的岩石上。

## 分類

### WoRMS
截至2021年8月2日WoRMS承認下列12科：
- 不动孢藻科  （定孢藻科 Hamel（英语：Gontran Hamel） ex J Feldmann（英语：Jean Feldmann）, 1937）：包括原來被劃歸间囊藻科（Pylaiellaceae Pedersen，或作Pilayellaceae[5]:298）的物種；
- Adenocystaceae F Rousseau, B. de Reviers, M.-C. Leclerc, A Asensi, and R Delépine
- 索藻科 （Chordariaceae Greville（英语：Robert Kaye Greville）, 1830）
- Family Chordariopsidaceae Kylin, 1940：WoRMS並未有列出下屬的物種及分類；
- 水雲科 Ectocarpaceae C Agardh（英语：Carl Adolph Agardh）, 1828
- Family Mesosporaceae J. Tanaka & Chihara, 1982
- 多丝藻科 Myrionemataceae Nägeli, 1847
- Family Petrospongiaceae Racault et al.：只有Petrospongium Nägeli ex Kützing, 1858一屬；有其他文獻歸類到索藻科[6]；
- 萱藻科 Scytosiphonaceae Farlow, 1881
- 聚果藻科 Sorocarpaceae Pedersen[5]:300

### 曾呈奎 (2009)的分類
根據曾呈奎於2009年主編的《中国黄渤海海藻》，水雲目跟索藻目是兩個不同的目，分別有以下各個科:vii-viii,256-303,313-336：

#### 水云目
水云目（Ectocarpales Setchell et Gardner）的藻体为单列细胞分枝的异丝体，附着、漂浮或内生。生长方式可以是：间生长、毛基生長或顶端生长。具毛或无毛。色素体可能呈盘状、带状或星状。侧生，含有一個至数个淀粉核。繁殖器官侧生、顶生或间生，位於营养丝体中间。同形世代交替。有性繁殖可为同配或异配。:256
本目包括下列各科與屬：
- 水雲科 Ectocarpaceae C Agardh（英语：Carl Adolph Agardh）, 1828
  - 定孢藻屬 Acinetospora Bornet：今屬定孢藻科；
  - 水云属 Ectocarpus Lyngbye
  - 費氏藻屬 Feldmannia Hamel：今屬定孢藻科；
  - 褐茸藻属 Hincksia J.E.Gray：今屬定孢藻科；
  - 庫氏藻屬 Kuckuckia Hamel
  - 帶絨藻屬 Laminariocolax Kylin
  - 粗軸藻屬 Rotiramulus R.X. Luan
  - 綿線藻屬 Spongonema Kützing
  - 扭線藻屬 Streblonema Derbès et Solier
- 間囊藻科 Pilayellaceae Pedersen
  - 間囊藻屬 Pilayella Bory
- 聚果藻科 Sorocarpaceae
  - 聚果藻屬 Botrytella Bory
  - 多孔藻屬 Polytretus Sauvageau

#### 索藻目
索藻目（Chordariales Setchell et Gardner）包括下列各科與屬：
- 頂毛藻科 Acrotrichaceae Kuckuck
  - 顶毛藻属 Acrothrix Kylin
- 索藻科 Chordariaceae Greville
  - 真丝藻属 Eudesme J.Agardh, 1882
  - 球毛藻属 Sphaerotrichia Kylin
  - 面条藻属 Tinocladia Kylin
- 短毛藻科 Elachistaceae Kjellman
  - 短毛藻属 Elachista Duby
  - 褐毛藻属 Halothrix Reinke
- 黏膜藻科 Leathesiaceae Farlow
  - 多毛藻属 Myriactula Kuntze
  - 黏膜藻属 Leathesia S.F. Gray
- 狭果藻科（海蕴科） Spermatochnaceae Kjellman
  - 海蕴属 Nemacystus Derbès et Solier

## 延伸閱讀
Clayton, M. N. . Australian Journal of Botany. 1974, 22 (4): 743–814. doi:10.1071/BT9740743.

## 外部連結
- 維基物種上的相關：水雲目